# Cristina Gheorghe (sociolog)
Cristina Gheorghe (n. 22 iunie 1993, București, România) este o actriță, model și activistă română stabilită în Italia. Este cunoscută pentru activitatea sa în televiziune, modă și film, atât în România, cât și în Italia.

## Biografie
Cristina Gheorghe s-a născut la București și și-a început cariera în media ca prezentatoare și comentator TV, fiind activă timp de trei ani în cadrul emisiunii Liber pe contrasens, difuzată de TVR2. Ulterior, s-a stabilit în Italia, unde și-a continuat activitatea artistică în domeniile modei și cinematografiei.

## Carieră în modă
A debutat pe podiumurile internaționale defilând pentru casa de modă Dolce & Gabbana în Capri. A colaborat ulterior cu branduri precum Calzedonia și Yamamay și a apărut în paginile revistei Vogue Italia.

## Carieră cinematografică
Cristina Gheorghe a debutat ca actriță în filmul italian La fortezza, regizat de Stefano Russo. A avut apariții în producțiile A casa tutti bene (regia Gabriele Muccino) și Nata per te (2023, regia Fabio Mollo). În 2021 a participat la festivalul Ischia Global Film & Music Fest, unde a fost prezentat filmul Long Island Club, în care interpretează un rol principal.

## Activism
Pe lângă cariera artistică, este și ambasador wwf italia. 